# Alexander Juel Andersen
Alexander Juel Andersen (født 29. januar 1991 i Viborg) er en dansk fodboldspiller, der spiller i OB. Juel Andersen, der primært er forsvarsspiller, har tidligere spillet i Viborg FF, Randers FC, AC Horsens og AGF.
Han er lillebror til fodboldspilleren Lars Emil Juel Andersen.

## Klubber

### Viborg FF
Han begyndte at spille fodbold i Bruunshåb-Tapdrup Idrætsforening ved Viborg, og skiftede senere til Viborg FF hvor han i starten var tilknyttet klubbens talentafdeling i FK Viborg. 
I december 2007 blev han den fjerdeyngste spiller, der har fået debut i Superligaen, da han blev indskiftet i en kamp mod Randers FC som 16-årig. I august 2008 forlængede Juel Andersen og Viborg FF deres aftale med 3 år, så kontrakten nu var gældende til sommeren 2011.
I løbet af sin Viborg-tid fik Juel Andersen masser af spilletid, og allerede som 18-årig var han stamspiller. I en periode var han endda udnævnt til at være klubbens anfører, muligvis den yngste nogensinde, da han blot var 19 år. Cheftræner Lars Søndergaard valgte dog midt i sæsonen 2010-2011, som var katastrofal for klubben, at give anførerbindet videre til en af klubbens mere erfarne spillere.
Han var i en periode til prøvetræning hos AS Monaco, dog uden at spille sig til nogen kontrakt.
24. januar 2011, et halvt år før Juel Andersens kontrakt udløb med Viborg, offentliggjorde spilleren, at han fra sommeren 2011 havde underskrevet en kontrakt med AC Horsens.
Kort tid før transfervinduets afslutning den 31. januar 2011 offentliggjorde Viborg FF og Randers FC, at Alexander Juel Andersen havde spillet sin sidste kamp for Viborg. I den resterende kontraktperiode inden skiftet til AC Horsens i juni 2011 blev Juel Andersen udlejet til Randers FC i Superligaen.

### Randers FC
Alexander Juel Andersen tiltrådte 1. februar 2011 på en lejeaftale med Randers FC, gældende for foråret i Superligaen 2010-11.. Hans nåede dog ikke at spille en eneste kamp for Randers i Superligaen, da hans ophold i klubben blev spoleret af skader. Blandt andet skulle han opereres for brok, da han havde lyskeproblemer.
Lejeaftalen med Randers FC betød, at kronjyderne sendte Ricki Olsen den anden vej i et halvt år.

### AC Horsens
AC Horsens og Alexander Juel Andersen underskrev 24. januar 2011 en kontrakt gældende fra sommeren 2011 og 4 år frem, til sommeren 2015. Han kom til klubben som udviklingsspiller, men hans udvikling på højre back-positionen gjorde at han blev fast mand på AC Horsens' bedste mandskab. Da klubben rykkede ned fra Superligaen i sommeren 2013, valgte han er rykke videre til AGF, hvor han kunne spille videre i Superligaen. Alexander Juel Andersen spillede 67 kampe og scorede syv mål for Horsens, heraf 58 ligakampe samt fem ligamål.

### AGF
Den 11. juli 2013 solgte netop nedrykkede AC Horsens Juel Andersen til AGF på en fire-årig kontrakt. Han fik sin debut mod FC Midtjylland, hvor AGF tabte 0-2. I AGF begyndte han som højre back, men han har flere gange spillet den ene af de to centrale forsvarspladser.
De tre første sæsoner fik han megen spilletid på førsteholdet, men det sidste år af kontrakten spillede Juel Andersen næsten ikke på AGF's førstehold, og han fik ikke sin kontrakt forlænget i sommeren 2018. Han nåede i alt at spille 100 superligakampe for klubben og scorede syv mål.

### Vendsyssel FF
Den nyoprykkede superligaklub Vendsyssel FF skrev i juni 2018 en toårig kontrakt med Alexander Juel Andersen. Han blev efter afslutningen af 2018/2019 sæsonen kåret som årets spiller i Vendsyssel FF.
Den 2. september 2019 blev han udlejet til OB for resten af året.

## Landshold
Juel Andersen har optrådt 27 gange for forskellige ungdomslandshold.